# 埼玉県立吉川美南高等学校
埼玉県立吉川美南高等学校（さいたまけんりつ よしかわみなみこうとうがっこう）は、埼玉県吉川市高久にある公立高等学校。以前の略称は「吉南」(よしなん)。

## 沿革
- 2009年(平成21年) - 埼玉県教育委員会が、県立高等学校「後期再編整備計画」案として、埼玉県立吉川高等学校と埼玉県立草加高等学校の定時制課程を統合し新校を設置すると発表。
- 2012年(平成24年) - 埼玉県議会において、埼玉県立吉川高等学校の名称を埼玉県立吉川美南高等学校と改めることが可決される。
- 2013年(平成25年) - 統合により、埼玉県立吉川美南高等学校の所在地を吉川高等学校の位置とし、総合学科のI部（昼間部）全日制・定時制（進学型）・II部（夜間部）定時制の3課程を擁する単位制総合高等学校として開校。

## 設置学科
- Ⅰ部全日制
- Ⅰ部定時制
- Ⅱ部（夜間部）定時制

## 部活動
運動部
- 男子バレーボール部
- ソフトテニス部
- サッカー部
- 男子バスケットボール部
- 女子バスケットボール部
- 陸上競技部
- 剣道部
- 卓球部
- バドミントン部
- ウェイトリフティング部
- 空手道部
- ラグビー部
- ハンドボール部
- ボクシング愛好会
- 硬式野球部

文化部
- 吹奏楽部
- 書道部
- 放送部
- 家庭科部
- 美術部
- 演劇部
- JRC部
- 情報科学部
- 科学部
- 創作研究部
- 軽音楽部
- ビジネスライセンス部
- 茶道部

## アクセス
- JR武蔵野線吉川美南駅から徒歩10分。